# 汤姆·贾维斯
汤姆·贾维斯（英語：Tom Jarvis，1999年12月2日—），英国男子乒乓球运动员。他曾代表英格兰参加2022年英联邦运动会乒乓球比赛，获得男子团体铜牌。他也曾入选2016年里约奥运会英国男子乒乓球队替补名单。